# Lenting
Lenting er en kommune i Landkreis Eichstätt i Regierungsbezirk Oberbayern i den tyske delstat Bayern.

## Geografi
Lenting ligger i Planungsregion Ingolstadt ca. 5 km norøst for Ingolstadt. Ved Lenting er der omladningsplads for den Transalpinske olieledning (TAL de:Transalpine_Ölleitung) .

### Nabokommuner
Kösching, Hepberg, Wettstetten, Ingolstadt
- Wikimedia Commons har flere filer relateret til Lenting